# Carassius
Carassius – rodzaj ryb  z  rodziny karpiowatych (Cyprinidae). 

## Klasyfikacja
Klasyfikacja rodzaju, zwłaszcza w zakresie populacji wschodnioazjatyckich, jest dyskusyjna. Niektórzy autorzy (Hensel, 1971; Kawanabe & Mizuno, 1989 oraz Kottelat, 1997) rozpoznają w samej Japonii co najmniej 5 populacji odmiennych genetycznie i morfologicznie, uznawanych przez nich za odrębne gatunki lub podgatunki.
Gatunki zaliczane do tego rodzaju:
- Carassius auratus – karaś chiński[4], karaś srebrzysty chiński[5], karaś złocisty[6], złoty karaś[7]
- Carassius carassius – karaś pospolity[8], karaś[9]
- Carassius cuvieri
- Carassius gibelio – karaś srebrzysty[10]

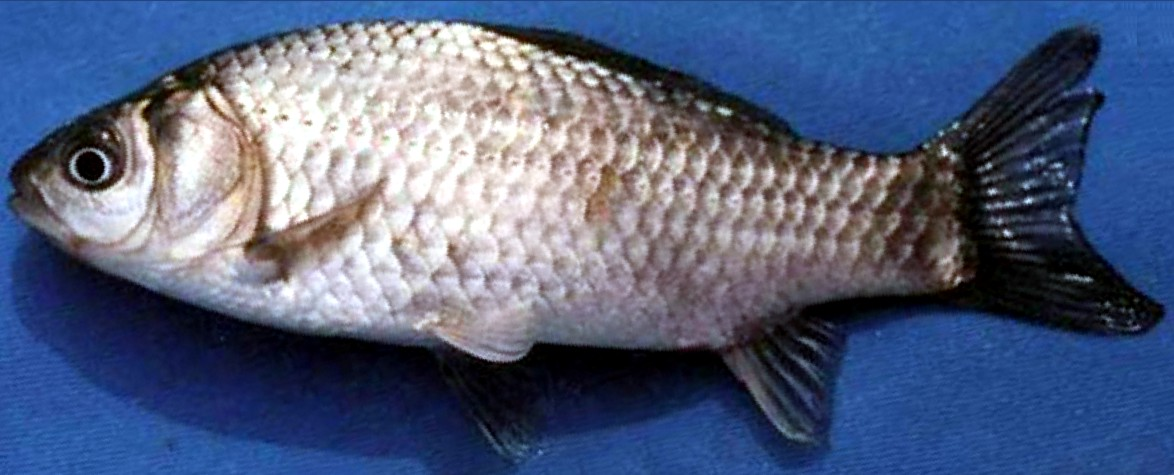
Carassius auratus
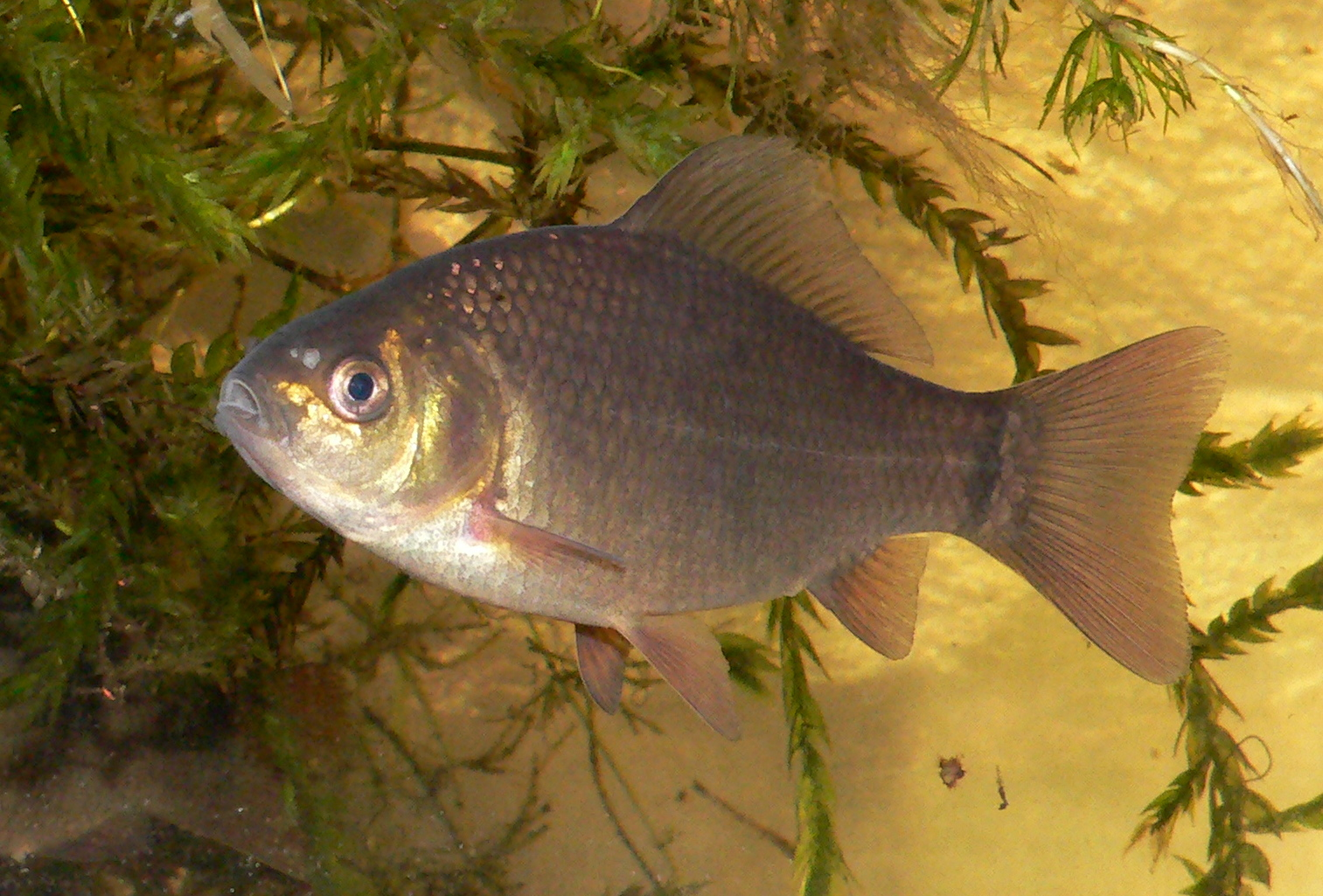
Carassius carassius
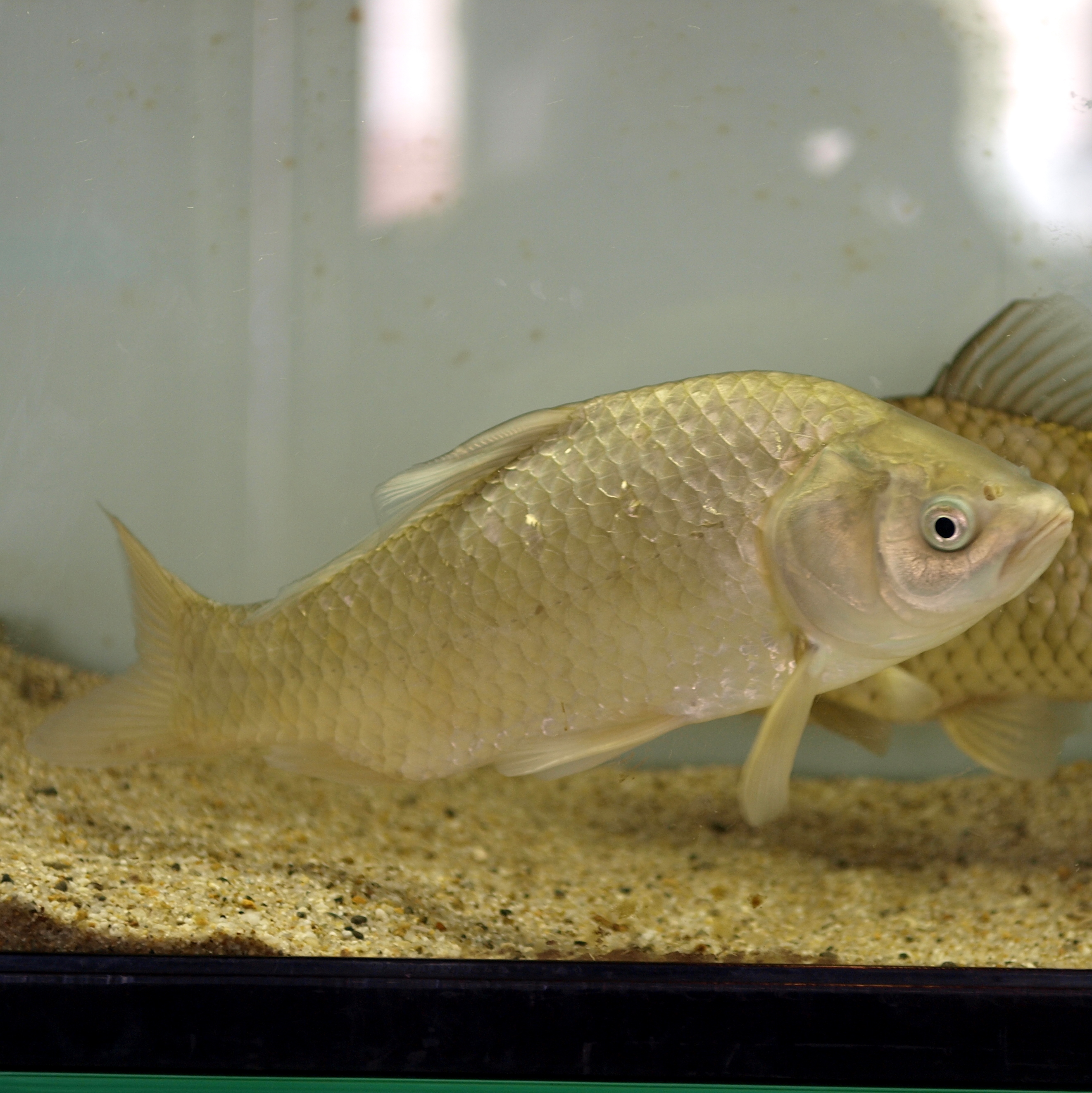
Carassius cuvieri